# Stephan Shakespeare
Stephan Adrian Shakespeare (nacido el 9 de abril de 1957) es el cofundador y Director Ejecutivo de la empresa británica de investigación de mercados y sondeos de opinión YouGov.
En 2012, Shakespeare fue nombrado presidente del Data Strategy Board (DSB), el organismo asesor creado por el gobierno para maximizar el valor de los datos para los usuarios en todo el Reino Unido. En octubre de 2012, los ministros del Departamento de Negocios, Innovación y Competencias y la Oficina del Gabinete anunciaron que dirigiría una revisión independiente de la información del sector público; la "Revisión de Shakespeare: una revisión independiente de la información del sector público" se publicó en 2013. Ha sido miembro de la Junta de Transparencia del Sector Público del Gobierno. y un administrador de la National Portrait Gallery, Londres.
Es el antiguo propietario de los sitios web ConservativeHome (ahora propiedad de Lord Ashcroft) y PoliticsHome (ahora propiedad de Dods Parliamentary Communications Ltd) que lanzó en abril de 2008 después de cerrar su canal de televisión por Internet 18 Doughty Street.
Fue nombrado una de las 20 personas más influyentes en política en Debrett's 500, 2015.

## Biografía
Shakespeare nació como Stephan Kukowski en 1957 en Mönchengladbach, donde su padre alemán, un periodista, era el Oficial de Enlace de la Prensa Alemana de la Sede del Ejército Británico del Rhine. Cuando tenía cinco años, la familia se mudó al Reino Unido, donde se educó en la escuela Christ's Hospital cerca de Horsham, West Sussex. Stephan también fue el artista (como Stephan Kukowski) que creó The Brunch Museum junto con el artista de fluxus, George Brecht, expuesto por primera vez en Londres en 1976. Después de graduarse en Oxford, tomó un curso de enseñanza de un año en Kingston upon Thames, durante el cual él era un miembro de la Sociedad de Estudiantes de Trabajadores Socialistas. Se convirtió en profesor y director en Los Ángeles, California, en la década de 1980. Después de casarse con Rosamund Shakespeare, cambió su apellido por el de su esposa.
Después de regresar a su hogar en el Reino Unido desde los Estados Unidos, enseñó en la escuela secundaria Charles Edward Brooke en Lambeth, donde todavía usaba su apellido original. Fue crítico de las prácticas educativas en Lambeth de 1990 y Evening Standard publicó sus críticas educativas. Se involucró en política y cambió el uso de su nombre a Shakespeare, primero como comentarista político y luego como director de campaña de Jeffrey Archer durante y después de su campaña fallida en la alcaldía de Londres. También fue un encuestador del Partido Conservador.
En las elecciones generales de 1997, Shakespeare fue el candidato conservador para Colchester, aunque fue derrotado por Bob Russell con una mayoría de 1.551. Durante la campaña, Margaret Thatcher, contra quien se había manifestado como estudiante 17 años antes, vino a Colchester para apoyar su intento de ganar el escaño para los conservadores.

## YouGov

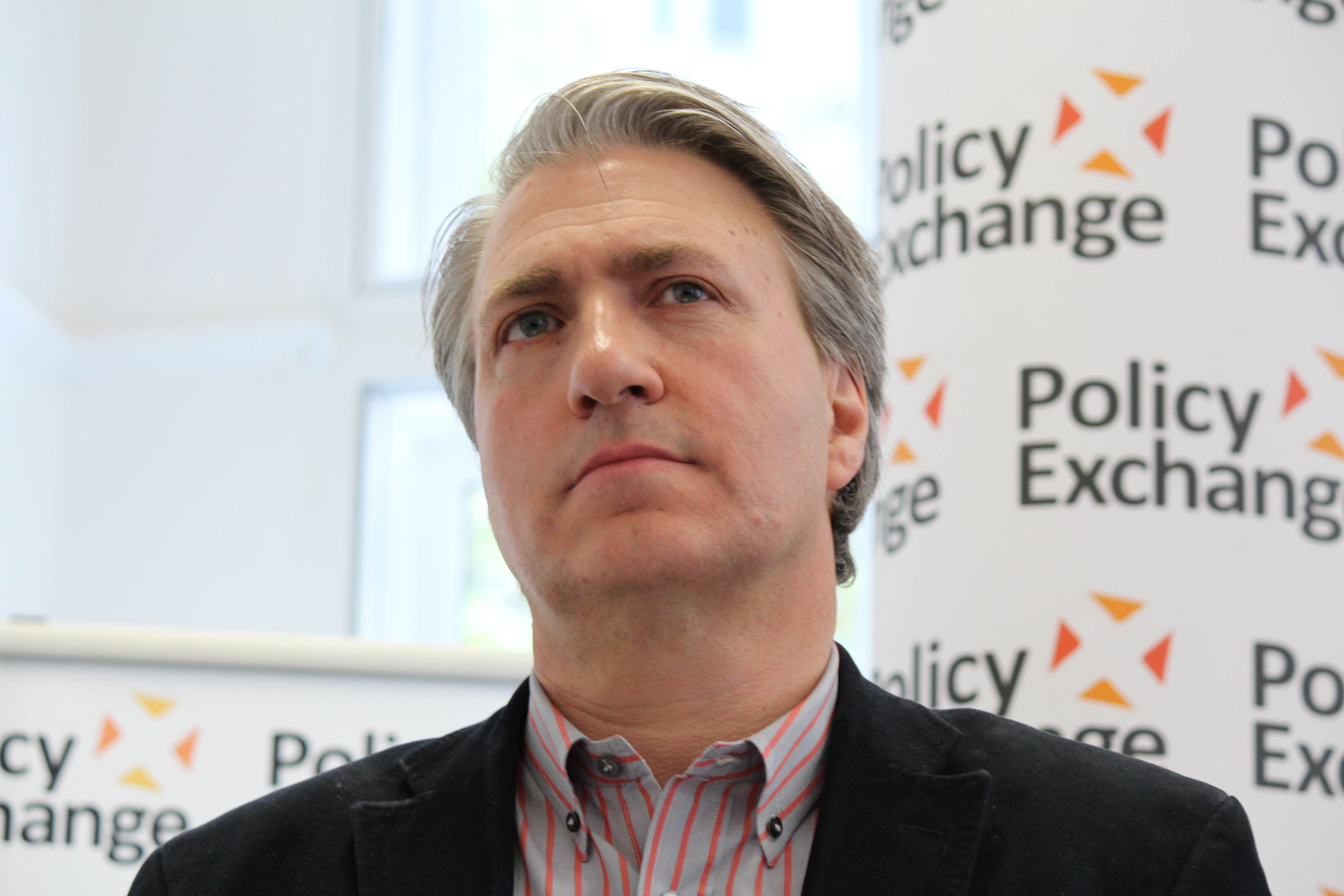
Shakespeare en 2013

En 2000, Shakespeare fundó YouGov con Nadhim Zahawi. En 2001, YouGov predijo la victoria de la elección general del Partido en 10 puntos dentro de un punto porcentual. YouGov expandió su negocio en 2006-2007 mediante la adquisición de negocios de investigación de mercado en Medio Oriente, Estados Unidos, Alemania y Escandinavia. La compañía se expandió aún más en 2010 y 2011, adquiriendo dos negocios más en los Estados Unidos. En 2011, la compañía se estableció en París, Francia. En 2014, YouGov adquirió el negocio basado en Asia-Pacífico, Decision Fuel.
Después de un tiempo como CEO conjunta con el cofundador Zahawi, Shakespeare tomó el título de Director de Innovaciones hasta que se convirtió en único CEO en mayo de 2010, cuando Zahawi renunció a la junta para presentarse como candidato a la Cámara de los Comunes. A partir de octubre de 2014, Shakespeare poseía aproximadamente el 6 por ciento de las acciones de YouGov.
En julio de 2008, The Guardian enumeró a Shakespeare entre las 100 mejores personalidades de los medios en el Reino Unido, llamándolo "el encuestador con la extraña habilidad de hacerlo bien".